# Jack Popplewell
Jack Popplewell (* 22. März 1911 in Leeds; † 16. November 1996 in Bath) war ein englischer Schriftsteller und Bühnenautor.

## Leben
Popplewell wuchs in Leeds auf. Als Schriftsteller trat er erstmals 1940 in Erscheinung.
Die Bühnenzeitschrift The Stage erwähnte ihn als Beispiel für einen Künstler, der ohne entsprechende Beziehungen und einflussreiche Freunde – nur durch Leistung und Ausdauer – Karriere machte. Bekannt wurde er 1940 vor allem durch seinen Evergreen „If I should fall in Love again“, einen Schlager, mit dem er nicht nur in England, sondern auch in den USA zu Ruhm kam.
Erst 1953 wandte sich Popplewell der Dramatik zu. Sein Erstlingswerk, Blind Alley, eine Kriminalgeschichte, bekam gute Kritiken und wurde 1954/55 verfilmt. So ermutigt schrieb er weiter und es entstand die Komödie Dear Delinquent (Brave Diebe). Durch den Serienerfolg am Londoner Aldwych-Theatre machte dieses Stück Popplewell nun auch weltweit bekannt. Die deutsche Premiere fand in Wien statt. Es wurde zu seinem meistgespielten Werk, gerade im deutschsprachigen Raum.
Den größten Erfolg hatte (und hat er über seinen Tod hinaus) mit der Kriminalkomödie „Busybody“ – deutsch: „Keine Leiche ohne Lily“ – von der es mehr als vier deutsche Bearbeitungen gibt (d. h., weitere Bearbeitungen in regionaler Mundart existieren). Mit „Lily lassen Leichen keine Ruhe“ gibt es eine Fortsetzung, die an den Erfolg des ersten Teils anknüpfte und speziell für das deutschsprachige Publikum geschrieben wurde.
Die Presse schrieb damals: Lilys Leichen sind die besten.

## Werke

### Kompositionen und Filmmusiken
- Rhythm Serenade – 1943 – Filmmusik
- If I should fall in Love again – Schlager, 1959 auch interpretiert von Shirley Bassey

### Bühnenstücke
- Dead Easy – plattdeutsch: Allens klar, Herr Kommissar; plattdeutsche Übersetzung von Inger Siebert und Karl Otto Ragotzky
- Darling, I’m Home! – plattdeutsch: Allens oder nicks; deutsche Übersetzung von Peter Goldbaum, plattdeutsche Übersetzung von Karl Otto Ragotzky und Herma Koehn
- Not before the Children – deutsch: Armer Harry; deutsche Bearbeitung von Juliane Weiss
- How do you spell Mississippi? – plattdeutsch: Bookstabeer mal Mississippi; plattdeutsche Übersetzung von Inger Siebert und Karl Otto Ragotzky
- Dear Delinquent – deutsch: Brave Diebe; deutsche Bearbeitung von Hans Jaray
- Policy for Murder – niederdeutsch: En Dood is in Arbeit; deutsche Bearbeitung von Karl Fruchtmann, niederdeutsche Übertragung von Heide Tietjen
- Hocuspocus – schweizerdeutsch: En finanzchräftige Pfarrer; schweizerdeutsche Übertragung und Bearbeitung von Heinz Bruck
- Busybody – niederdeutsch: Fro Pieper lävt gefährlich; deutsche Bearbeitung von Christian Wölffer, niederdeutsche Übertragung von Hans-Jürgen Ott
- Breakfast in Bed – schweizerdeutsch: Früehstück im Bett; schweizerdeutsche Bearbeitung von Ernie Friedmann
- Lily lassen Leichen keine Ruhe – schweizerdeutsch: Katharina und de Divamord; schweizerdeutsche Version mit Charakteren von Jack Popplewell und Dieter F. Gottwald
- Dead Easy – deutsch: Kein Problem, Herr Kommissar; deutsche Übersetzung von Inger Siebert und Karl Otto Ragotzky
- Busybody – deutsch: Keine Leiche ohne Lily; deutsche Bearbeitung von Christian Wölffer
- How do you spell Mississippi? – schweizerdeutsch: Dr Koleeg Generaldiräkter; schweizerdeutsche Übersetzung von Inger Siebert und Karl Otto Ragotzky
- How do you spell Mississippi? – deutsch: Der Kollege Generaldirektor; deutsche Übersetzung von Inger Siebert und Karl Otto Ragotzky
- The last word – deutsch: Das letzte Wort; deutsche Übersetzung von Tino Berg
- Dear Children – deutsch: Die lieben Kinder; deutsche Bearbeitung von Christian Wölffer
- Darling, I’m Home! – deutsch: Liebling, ich bin da!; deutsche Bearbeitung von Peter Goldbaum
- Lily lassen Leichen keine Ruhe  von Jack Popplewell und Dieter F. Gottwald
- Hocuspocus – deutsch: Der Mann, der zweimal war; deutsche Übertragung und Bearbeitung von Heinz Bruck
- Darling, I’m Home! – deutsch: Meine Frau ist jetzt der Boss; bayrische Bearbeitung
- Busybody – deutsch: D’Putzfrau als Detektiv oder Katharina die Kühne; deutsche Bearbeitung von Christian Wölffer
- Dear Children – schweizerdeutsch: En Sack voll Flöö; schweizerdeutsche Bearbeitung von Christian Wölffer
- Dear Children – deutsch: Ein Sack voll Flöhe; bayrische Bearbeitung von Eva Hatzelmann
- Darling, I’m Home! – schweizerdeutsch: Schatz da bin ich; schweizerdeutsche Bearbeitung von Peter Goldbaum
- Dear Delinquent – schweizerdeutsch: Schlitzoore; schweizerdeutsche Bearbeitung von Hans Jaray
- Darling, I’m Home! – schwäbisch: Schätzle, was gibt’s zom essa?; schwäbische Bearbeitung
- And suddently it’s Spring – deutsch: Später Frühling; deutsche Bearbeitung von Helmut Weiss
- A Day in the Life... – deutsch: Ein Tag im Leben von...; deutsche Bearbeitung von Marianne Weno und Trude Kolmann
- Policy for Murder/Someone to kill – deutsch: Ein Todesfall wird vorbereitet; deutsche Bearbeitung von Karl Fruchtmann
- Dead on nine – deutsch: Trugschluss; deutsche Bearbeitung von Günter Langer
- Boomerang – deutsch: Unbekannte Nacht; deutsche Bearbeitung von Alf Leegaard
- Room with a View – deutsch: Und wer sind Sie?; deutsche Bearbeitung von Peter Goldbaum
- Room with a View – deutsch: Und wär sind Sie?; schweizerdeutsche Bearbeitung von Peter Goldbaum
- The Vanity Case – deutsch: Verhör am Sonntag; deutsche Bearbeitung von Anneliese und Fred O. Neger
- Dear Delinquent – plattdeutsch: Vörnehme Bagaasch; plattdeutsche Fassung von Günter Kühn

### Filme

#### Kinoproduktionen
- 1958: Blind Alley
- 1959: Brave Diebe
- 1965: Brave Diebe
- 1969: Morskab
- 1970: Skulle det dukke opp flere lik er det bare °a ringe
- 1980: Keine Leiche ohne Lily

#### TV-Produktionen
- Ein Todesfall wird vorbereitet (BRD, 1963)
- Keine Leiche ohne Lily (BRD, 1969)
- Au théâtre ce soir – La perruche et le poulet (F, 1969), TV-Episode
- Ik ben het, liefje (DK, 1975) – englisch: Darling, I’m Home
- Frau Pieper lebt gefährlich (BRD, 1975)
- Liebling, ich bin da (BRD, 1978)
- Alles oder nichts (BRD, 1989)